# Bandeira da província de Santiago del Estero
A Bandeira de Santiago del Estero é um dos símbolos oficiais da Província de Santiago del Estero, uma subdivisão da Argentina. Foi criada na década do ano de 1980, através da Lei nº 5535. A uso da bandeira foi regulamentada em 17 de abril de 1986 pelo governador.

## Descrição
Seu desenho consiste em um quadrado perfeito, vermelho, estampado no centro da bandeira. Em ambos os lados do quadrado há duas faixas brancas, cada uma com largura equivalente a um quarto da largura do quadrado central; por sua vez, as outras duas faixas de cor azul celeste possuem largura igual à metade do quadrado central. Sendo assim, o resultado é o seguinte: 2+1+4+1+2 x 4 = 10 x 4 / 2 = 5 x 2
No quadrado central vermelho, há um sol em ouro com uma cruz da Ordem de Santiago, com a parte inferior aguda formando uma espada/adaga vermelha em seu centro. O sol possui 16 raios intercalados entre raios retos e ondulados e, diferentemente de outros sóis representados nas bandeiras de outras províncias, os raios não representam os departamentos da província.

## Simbolismo
Suas cores representam:
- O azul celeste e o branco representam a Bandeira da Argentina;
- O vermelho em homenagem ao sangue derramado pelos nativos nas lutas pela autonomia provincial.

O elementos representam:
- O sol incaico (alternando linhas retas com curvas) também é uma homenagem aos nativos, além de fazer uma referência ao Sol de Maio, um elemento também presente na bandeira nacional;
- A espada é a representação da usada por Francisco de Aguirre para conquistar a província.